# Stade Guido Biondi
Le Stade Guido Biondi (en italien : Stadio Guido Biondi), également surnommé les Cinq Pins (en italien : Cinque Pini), est un stade de football italien situé dans la ville de Lanciano, dans les Abruzzes.
Le stade, doté de 5 639 places et inauguré en 1961, sert d'enceinte à domicile à l'équipe de football de l'ASD Lanciano Calcio 1920.
Il porte le nom de Guido Biondi, ancien footballeur originaire de la ville.

## Histoire
La construction du stade est approuvée par le conseil municipal de Lanciano en décembre 1951, mais les travaux ne débutent qu'en 1960 pour s'achever un an plus tard.
Les premières courses cyclistes officielles sur le vélodrome ont lieu en 1965.
Le premier match de football officiel au stade du Virtus Lanciano a lieu le 21 septembre 1969.
Le vélodrome porte le nom du cycliste Alessandro Fantini, tandis que le stade porte le nom du footballeur Guido Biondi depuis 2001. Auparavant, le stade n'avait jamais eu de titre officiel. On le surnommait les Cinque Pini car cinq pins se dressent à côté du terrain.

## Événements

### Matchs internationaux de football
| Date        | Compétition  | Équipes                          | Score | Affluence |
| ----------- | ------------ | -------------------------------- | ----- | --------- |
| 10 mai 2004 | Match amical | Italie espoirs — Pologne espoirs | 3-1   | —         |